# Centers for Disease Control and Prevention
Centers for Disease Control and Prevention (zkratka CDC, česky Střediska pro kontrolu a prevenci nemocí) je národní institut Spojených států amerických pro veřejné zdraví. Jedná se o americkou federální agenturu spadající pod ministerstvo zdravotnictví a sociální péče. Hlavní sídlo se nachází v georgijské metropoli Atlantě. 
Hlavním cílem institutu je ochrana veřejného zdraví a bezpečnosti prostřednictvím kontroly a prevence nemocí, úrazů a zdravotního postižení v USA. Institut je pověřen mezinárodní spoluprací, mj. s ministerstvem zdravotnictví České republiky. Cílem CDC je především rozvoj postupů a metod kontroly a prevence chorob. Zaměřuje se zejména na infekční onemocnění, patogeny způsobené potravinami, ochranu životního prostředí, bezpečnost a ochranu zdraví při práci, podporu zdraví, prevenci úrazů a vzdělávací aktivity určené ke zlepšení zdraví občanů Spojených států. Kromě toho CDC zkoumá a poskytuje informace o neinfekčních chorobách a postiženích jako jsou diabetes a obezita, které jsou v USA velmi rozšířeny. Institut je zakládajícím členem Mezinárodní asociace národních institucí veřejného zdraví.